# Lightcliffe
Lightcliffe – wieś w Anglii, w hrabstwie ceremonialnym West Yorkshire, w dystrykcie metropolitalnym Calderdale. Leży 18 km na południowy zachód od miasta Leeds i 271 km na północny zachód od Londynu.